# Берци (Империја)
Берци је насеље у Италији у округу Империја, региону Лигурија.
Према процени из 2011. у насељу је живело 19 становника. Насеље се налази на надморској висини од 568 м.